# Bartosz Bosacki
Bartosz Bosacki (ur. 20 grudnia 1975 w Poznaniu) – polski piłkarz, obrońca reprezentacji Polski.

## Kariera klubowa
Wychowanek SKS 13 Poznań, debiutował w ekstraklasie w barwach Lecha Poznań 29 kwietnia 1995 roku w meczu z Zagłębiem Lubin (2:2). Z Amicą Wronki zdobył Puchar Polski w 1999 i 2000 roku oraz Superpuchar Polski w 1999 roku. Sukces ten powtórzył w 2004 z Lechem Poznań, ponownie zdobywając krajowy Puchar i Superpuchar. W latach 2004–2006 był zawodnikiem 1. FC Nürnberg. 26 kwietnia 2009 roku zaliczył swój 300-setny występ w Ekstraklasie w meczu przeciwko Legii na stadionie przy ul. Łazienkowskiej, wstępując tym samym do klubu 300; w tym spotkaniu zaliczył również asystę przy golu na 1:1 Roberta Lewandowskiego. W 2009 roku po raz drugi w karierze zdobył z Lechem Poznań Puchar oraz Superpuchar Polski. W sezonie 2009/2010 jako kapitan Lecha sięgnął z tym klubem po mistrzostwo Polski. Piłkarzem Lecha Poznań był do sezonu 2010/2011, po którym to klub nie przedłużył z nim wygasającej umowy.

## Reprezentacja Polski
W reprezentacji Polski zadebiutował 10 lutego 2002 roku w Limassol w wygranym 2:1 meczu z Wyspami Owczymi. Bosacki dostał swoją szansę gry na Mistrzostwach Świata 2006, choć nie znalazł się w pierwszej kadrze – wyjechał na Mistrzostwa w miejsce Damiana Gorawskiego, u którego już po nominacjach do Mistrzostw źle wypadły badania medyczne. W meczu drugiej kolejki grupy A pomiędzy Polską a Niemcami, Paweł Janas ustawił go na środku obrony, w parze z Jackiem Bąkiem. „Bosy” odpłacił się bardzo dobrym występem. W trzecim meczu grupowym przeciwko Kostaryce (2:1) zdobył dwie bramki, czym zapewnił honorowe zwycięstwo polskiej reprezentacji. Były to jedyne bramki zdobyte przez polską reprezentację na tych mistrzostwach. Po Mundialu 2006 rozegrał jeszcze w kadrze narodowej 7 meczów, ostatni raz w przegranym 0:3 meczu ze Słowenią 9 września 2009 w ramach eliminacji do Mistrzostw Świata 2010.
| Mecze i gole w reprezentacji | Mecze i gole w reprezentacji | Mecze i gole w reprezentacji | Mecze i gole w reprezentacji | Mecze i gole w reprezentacji | Mecze i gole w reprezentacji | Mecze i gole w reprezentacji | Mecze i gole w reprezentacji |
| #                            | Data                         | Miasto                       | Przeciwnik                   | Wynik                        | Rozgrywki                    | Grał                         | Uwagi                        |
| ---------------------------- | ---------------------------- | ---------------------------- | ---------------------------- | ---------------------------- | ---------------------------- | ---------------------------- | ---------------------------- |
| 1.                           | 10 lutego 2002               | Limassol                     | Wyspy Owcze                  | 2-1                          | towarzyski                   | od 46'                       |                              |
| 2.                           | 28 kwietnia 2004             | Bydgoszcz                    | Irlandia                     | 0-0                          | towarzyski                   | od 82'                       |                              |
| 3.                           | 29 maja 2004                 | Szczecin                     | Grecja                       | 1-0                          | towarzyski                   | od 75'                       |                              |
| 4.                           | 5 czerwca 2004               | Solna                        | Szwecja                      | 1-3                          | towarzyski                   | 90'                          |                              |
| 5.                           | 18 sierpnia 2004             | Poznań                       | Dania                        | 1-5                          | towarzyski                   | do 62'                       |                              |
| 6.                           | 29 maja 2005                 | Szczecin                     | Albania                      | 1-0                          | towarzyski                   | 90'                          |                              |
| 7.                           | 16 listopada 2005            | Ostrowiec Świętokrzyski      | Estonia                      | 3-1                          | towarzyski                   | do 62'                       |                              |
| 8.                           | 28 marca 2006                | Rijad                        | Arabia Saudyjska             | 2-1                          | towarzyski                   | od 73'                       | Żółta kartka                 |
| 9.                           | 2 maja 2006                  | Bełchatów                    | Litwa                        | 0-1                          | towarzyski                   | od 46'                       |                              |
| 10.                          | 14 maja 2006                 | Wronki                       | Wyspy Owcze                  | 4-0                          | towarzyski                   | 90'                          |                              |
| 11.                          | 3 czerwca 2006               | Wolfsburg                    | Chorwacja                    | 1-0                          | towarzyski                   | od 77'                       |                              |
| 12.                          | 14 czerwca 2006              | Dortmund                     | Niemcy                       | 0-1                          | MŚ 2006                      | 90'                          |                              |
| 13.                          | 20 czerwca 2006              | Hanower                      | Kostaryka                    | 2-1                          | MŚ 2006                      | 90'                          | Gol · Gol                    |
| 14.                          | 6 września 2008              | Wrocław                      | Słowenia                     | 1-1                          | elim. MŚ 2010                | do 50'                       |                              |
| 15.                          | 19 listopada 2008            | Dublin                       | Irlandia                     | 3-2                          | towarzyski                   | 90'                          |                              |
| 16.                          | 28 marca 2009                | Belfast                      | Irlandia Północna            | 2-3                          | elim. MŚ 2010                | od 65'                       |                              |
| 17.                          | 1 kwietnia 2009              | Kielce                       | San Marino                   | 10-0                         | elim. MŚ 2010                | 90'                          |                              |
| 18.                          | 6 czerwca 2009               | Johannesburg                 | Południowa Afryka            | 0-1                          | towarzyski                   | 90'                          |                              |
| 19.                          | 9 czerwca 2009               | Kapsztad                     | Irak                         | 1-1                          | towarzyski                   | do 45'                       |                              |
| 20.                          | 9 września 2009              | Maribor                      | Słowenia                     | 0-3                          | elim. MŚ 2010                | 90'                          |                              |

## Statystyki
(stan na 1 czerwca 2010)
| Klub           | Sezon          | Liga           | Ligi krajowe | Ligi krajowe | Puchary krajowe | Puchary krajowe | Puchary kontynentalne | Puchary kontynentalne | Łącznie | Łącznie | Łącznie |
| Klub           | Sezon          | Liga           | Mecze        | Bramki       | Mecze           | Bramki          | Mecze                 | Bramki                | Mecze   | Bramki  |         |
| -------------- | -------------- | -------------- | ------------ | ------------ | --------------- | --------------- | --------------------- | --------------------- | ------- | ------- | ------- |
| Lech Poznań    | 1994/1995      | I Liga         | 2            | 0            | –               | –               | –                     | –                     | 2       | 0       |         |
| Lech Poznań    | 1995/1996      | I Liga         | 26           | 0            | –               | –               | –                     | –                     | 26      | 0       |         |
| Lech Poznań    | 1996/1997      | I Liga         | 31           | 0            | –               | –               | –                     | –                     | 31      | 0       |         |
| Lech Poznań    | 1997/1998      | I Liga         | 26           | 0            | –               | –               | –                     | –                     | 26      | 0       |         |
| Amica Wronki   | 1998/1999      | I Liga         | 22           | 1            | –               | –               | –                     | –                     | 22      | 1       |         |
| Amica Wronki   | 1999/2000      | I Liga         | 22           | 0            | 8               | 0               | –                     | –                     | 30      | 0       |         |
| Amica Wronki   | 2000/2001      | I Liga         | 26           | 0            | 4               | 0               | –                     | –                     | 30      | 0       |         |
| Amica Wronki   | 2001/2002      | I Liga         | 25           | 1            | 9               | 0               | –                     | –                     | 34      | 1       |         |
| Lech Poznań    | 2002/2003      | I Liga         | 30           | 1            | 2               | 0               | –                     | –                     | 32      | 1       |         |
| Lech Poznań    | 2003/2004      | I Liga         | 24           | 1            | 8               | 0               | –                     | –                     | 32      | 1       |         |
| 1. FC Nürnberg | 2004/2005      | Bundesliga     | 13           | 0            | –               | –               | –                     | –                     | 13      | 0       |         |
| 1. FC Nürnberg | 2005/2006      | Bundesliga     | 4            | 0            | –               | –               | –                     | –                     | 4       | 0       |         |
| Lech Poznań    | 2005/2006      | I Liga         | 11           | 0            | 2               | 0               | –                     | –                     | 13      | 0       |         |
| Lech Poznań    | 2006/2007      | I Liga         | 27           | 1            | 7               | 1               | –                     | –                     | 34      | 2       |         |
| Lech Poznań    | 2007/2008      | I Liga         | 13           | 1            | –               | –               | –                     | –                     | 13      | 1       |         |
| Lech Poznań    | 2008/2009      | Ekstraklasa    | 17           | 2            | 5               | 0               | 8                     | 0                     | 30      | 2       |         |
| Lech Poznań    | 2009/2010      | Ekstraklasa    | 28           | 2            | 2               | 0               | 4                     | 0                     | 34      | 2       |         |
| Suma           | Lech Poznań    | Lech Poznań    | 235          | 8            | 26              | 1               | 12                    | 0                     | 273     | 9       |         |
| Suma           | Amica Wronki   | Amica Wronki   | 95           | 2            | 21              | 0               | –                     | –                     | 116     | 2       |         |
| Suma           | 1. FC Nürnberg | 1. FC Nürnberg | 17           | 0            | –               | –               | –                     | –                     | 17      | 0       |         |